# Cycnoderus tenuatus
Cycnoderus tenuatus là một loài bọ cánh cứng trong họ Cerambycidae.